# تشا تشان تنغ
تشا تشان تنغ (بالصينية: 茶餐廳; بالكانتونية: chàhchāantēng; بالترجمة الحرفية 'مطعم شاي') ويُطلق عليه غالبًا مقهى أو مطعم على طراز هونج كونج باللغة الإنجليزية، هو نوع من المطاعم التي نشأت في هونج كونج. يشيع وجوده في هونغ كونغ وماكاو وأجزاء من غوانغدونغ. وبسبب موجات الهجرات الجماعية من هونج كونج في ثمانينيات القرن العشرين، فقد ترطز تواجده الآن في المجتمعات الصينية الكبرى في الدول الغربية مثل أستراليا وكندا والمملكة المتحدة والولايات المتحدة. يشبه تشا تشان تنغ مقاهي الملاعق الدهنية أو المطاعم الأمريكية، تشتهر مقاهي تشا تشان تنغ بقوائمها الانتقائية وبأسعارها المعقولة، والتي تتضمن أطباقًا من مطبخ هونج كونج والمطبخ الغربي على طراز هونج كونج. يتم مقارنتها بالمقاهي الغربية بسبب ديكورها غير الرسمي، بالإضافة إلى قوائم الطعام التي تتمحور حول القهوة والشاي.

## نبذة تاريخية
منذ خمسينيات القرن التاسع عشر، كان المطبخ الغربي في هونج كونج متاحًا فقط في المطاعم ذات الخدمة الكاملة - وهو امتياز يقتصر على الطبقة العليا، وكان بعيدًا عن متناول معظم السكان المحليين من الطبقة العاملة. في عشرينيات القرن العشرين، كان تناول الطعام في مطعم غربي قد يكلف ما يصل إلى 10 دولارات، بينما كان المواطن المحلي العامل يكسب ما بين 15 إلى 50 دولارًا شهريًا.
بعد الحرب العالمية الثانية، تأثرت ثقافة هونج كونج بالثقافة البريطانية، حيث بدأ السكان المحليون في إضافة الحليب إلى الشاي وتناول الكعك. قام بعض سكان هونج كونج بإنشاء حفلات "تشا تشان تينغ" التي استهدفت الجمهور المحلي. إن توفير أنواع مختلفة من المأكولات والمشروبات الكانتو-غربية بأسعار منخفضة للغاية أدى إلى اعتبارها "طعامًا غربيًا رخيصًا" أو "طعامًا غربيًا بصلصة الصويا" (豉油西餐).
في الخمسينيات والستينيات من القرن العشرين، ظهرت مطاعم تشا تشان تنغ مع ارتفاع دخول الطبقة الدنيا مما جعل مثل هذا "الطعام الغربي" في متناول الجميع، تسبب ذلك في تحول "مطاعم صلصة الصويا الغربية" و"غرف الثلج" (bing sutt) إلى مطاعم تشا تشان تنغ لتلبية الطلب المرتفع على الطعام الغربي السريع على طراز هونج كونج وبأسعار معقولة.
في السنوات الأخيرة، تكيفت إدارة مطاعم تشا تشان تنغ مع التطورات في الاقتصاد والمجتمع في هونج كونج. خلال الأزمة المالية الآسيوية عام 1997 أصبحت وجبات تشا تشان تنغ أكثر شعبية في هونج كونج لأنها لا تزال تقدم أرخص طعام للجمهور.
قبل عام 2007، كانت معظم مقاهي "تشا تشان تنغ" تسمح للناس بالتدخين وكان بعض النوادل يدخنون أثناء العمل. منذ 1 يناير 2007، حظر القانون في هونج كونج التدخين داخل الأماكن المغلقة للمطاعم.
في أبريل 2007، اقترح أحد المسؤولين السياسيين في هونج كونج إدراج تشا تشان تنغ في قائمة التراث الثقافي غير المادي لليونسكو، نظرًا لدوره المهم في مجتمع هونج كونج. في 19 ديسمبر/كانون الأول 2007، اقترح النائب تشوي سو يوك خلال جلسة للمجلس التشريعي الاعتراف بمطاعم تشا تشان تنغ في هونج كونج وإدراجها لدى اليونسكو باعتبارها " تراثاً ثقافياً غير مادي للإنسانية". جاء الاقتراح بعد أن أظهر استطلاع للرأي في هونج كونج أن سبعة من كل عشرة أشخاص يعتقدون أن المقاهي تستحق إدراجها في قائمة اليونسكو للتراث الثقافي. ومع ذلك، وعلى الرغم من هذه المقترحات، لم يتم إضافة تشا تشان تنغ إلى قوائم اليونسكو.
في يونيو 2014، تم إدراج عدد من الأطباق الشهيرة في تشا تشان تنغ - وهي شاي الحليب، ويوين يونغ وكعكة الأناناس وفطيرة البيض - في أول قائمة جرد للتراث الثقافي غير المادي في هونج كونج.

## الاسم والوصف
يُستخدم الاسم، الذي يعني حرفيًا "مطعم الشاي"، لتمييزه عن المطاعم الغربية التي تقدم الماء للعملاء بدلاً من الشاي. تقدم مطاعم تشا تشان تنغ الشاي (عادةً الشاي الضعيف) المسمى "الشاي الصافي" (清茶) للعملاء بمجرد جلوسهم. يستخدم بعض الزبائن هذا الشاي الساخن لغسل أدواتهم وهي عادة شائعة في هونغ كونغ. يشير "الشاي" في الاسم إلى الشاي الأسود غير المكلف، والذي يختلف عن الشاي الصيني التقليدي الذي يتم تقديمه في مطاعم الديم سم ومقاهي الشاي التقليدية (茶樓).
قد يشير "الشاي" أيضًا إلى مشروبات الشاي، مثل شاي الحليب على طريقة هونج كونج وشاي الليمون المثلج، والتي يتم تقديمها في العديد من مطاعم تشا تشان تنغ. يشير كبار السن في هونغ كونغ إلى تناول الطعام في هذه المطاعم باسم "يوم ساي تشا" (飲西茶؛ حرفيًا: "شرب الشاي الغربي").
بعض مطاعم تشا تشان تنغ تتبنى كلمة "مقهى" في أسمائها. ونجد هذا بشكل خاص عندما تكون هذه المطاعم في البلدان الناطقة باللغة الإنجليزية حيث تُعرف عادةً باسم "مقاهي على طراز هونج كونج" وتشتهر بدلاً من ذلك بتقديم قهوة يوين يونج والقهوة على طراز هونج كونج (الحليب المكثف).

## في الثقافة

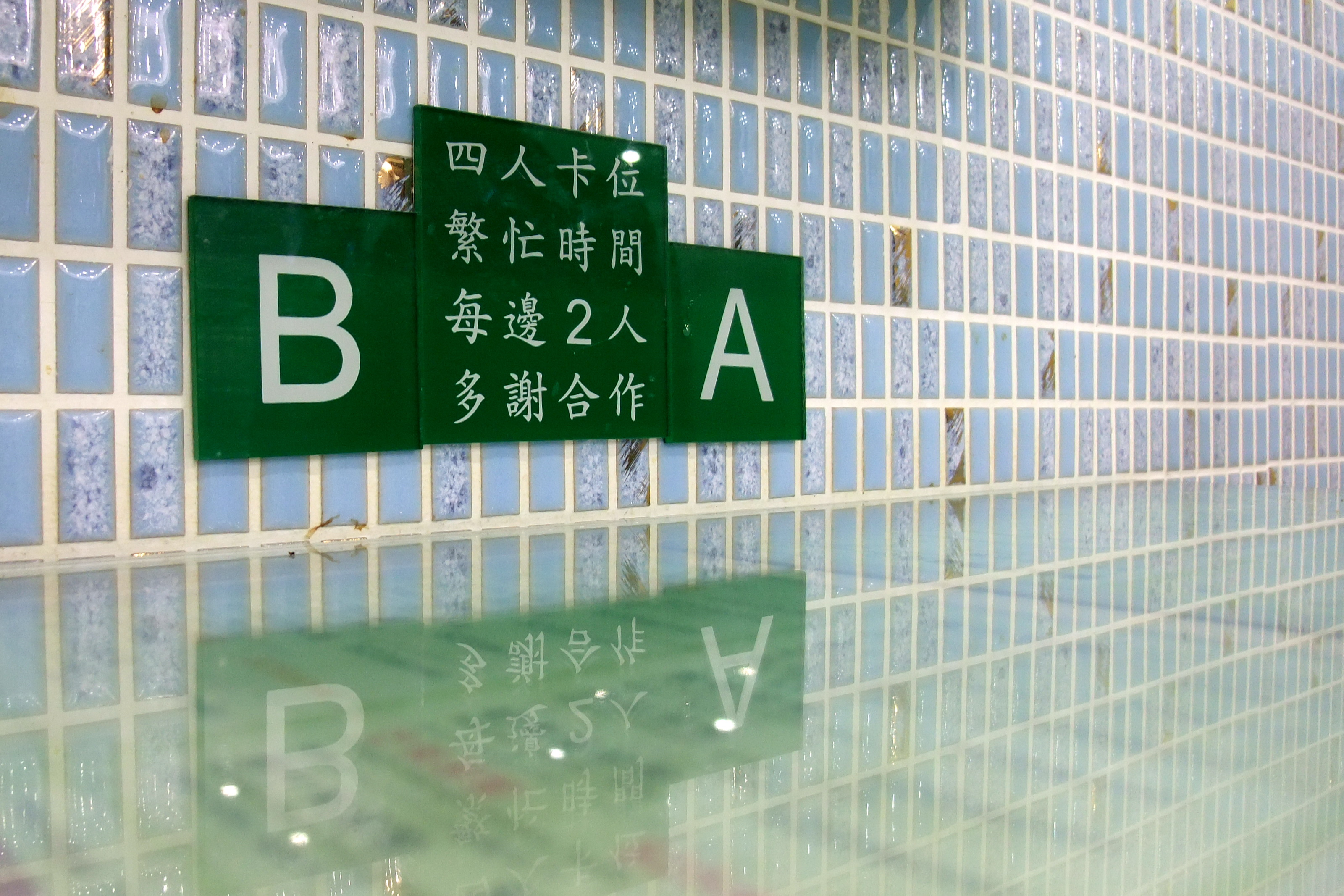
لافتة تشير لـ "آداب مشاركة المائدة" في تشا تشان تنغ (هونج كونج)

### الخدمة السريعة والكفاءة العالية
عادة ما تشهد مطاعم الشاي معدل زيارة سريع، حيث يستغرق جلوس الزبون الواحد من 10 إلى 20 دقيقة. عادة ما يستلم العملاء أطباقهم بعد خمس دقائق. يأخذ النوادل الطلب بيدهم اليسرى ويمررون الأطباق بيدهم اليمنى. يقال أن هذا يجسد نمط الحياة السريع في هونغ كونغ. خلال فترات الذروة، تتشكل طوابير طويلة خارج العديد من المطاعم.

### ساعات العمل الطويلة
يعمل الموظفون في تشا تشان تنغ لساعات طويلة، وفي بعض الأحيان يعملون في نوبات ليلية أيضًا.

### الاتجاه السائد
بسبب الأراضي المحدودة والإيجارات الباهظة، يتم استبدال مقاهي تشا تشان تنغ تدريجيا بمطاعم الوجبات السريعة، مثل كافيه دي كورال وماكسيم وفيروود. مع هيمنة سلاسل المطاعم على السوق، بدأت ثقافة تشا تشان تنغ في هونغ كونغ تختفي. ومع ذلك، فإن شعبيتها تتزايد في الخارج، مع افتتاح العديد منها في مجتمعات الشتات الكانتونية كبديل غير رسمي للمطاعم الصينية الأكثر تقليدية.

### العبارات والاختصارات الشائعة
لتسريع عملية الطلب، يستخدم النوادل مجموعة من الاختصارات عند كتابة الطلبات (في الأساس، ما يعادل في اللغة الكانتونية ظاهرة لغة المطاعم الأمريكية).
- يتم استخدام الحرف(反)(يتم نطقه كـ faan ، بمعنى "العكس") كبديل لكلمة (白飯)(باك فانغ، بمعنى "الأرز الأبيض").
- "0T" تعني شاي الليمون (0 تقرأ "لينغ"، وهي مشابهة صوتيًا للكلمة الأولى من كلمة ليمون (檸), ومتطابقة صوتيًا مع الطريقة التي ينطق بها معظم سكان هونج كونج الآن كلمة (لينغ) نتيجة للأصوات الكسولة . "T" تعني "الشاي"

وبالمثل، يستخدم العملاء عبارات خاصة عند الطلب:
- 走冰 (زَو بينج، "مغادرة الجليد") أو 走雪 (زَو سيوت، "مغادرة الثلج") ― لطلب المشروبات الباردة بدون جليد.
- 飛砂走奶 (فَي سا زَو ناي، "طيران الرمل ومغادرة الحليب") ― لتحضير المشروب بدون سكر أو حليب عند طلب القهوة أو الشاي؛ حيث يشير "الرمل" إلى السكر الخشن أو مسحوق السكر.
- 茶走 (تشا زَو، "الشاي المغادر") ― شاي الحليب على الطريقة الهونغ كونغية بدون سكر؛ يتم استخدام الحليب المكثف بدلاً من الحليب المبخر للحصول على الحلاوة.
- 加底 (جا داي، "إضافة القاعدة") ― للحصول على كمية إضافية من الأرز أو المعكرونة في طبق، وعادةً ما تكلف إضافتها مبالغ إضافية.
- 炒底 (تشاو داي، "قلي القاعدة") ― لتحضير الأرز أو المعكرونة بطريقة مقلية في الطبق.

## قوائم الطعام

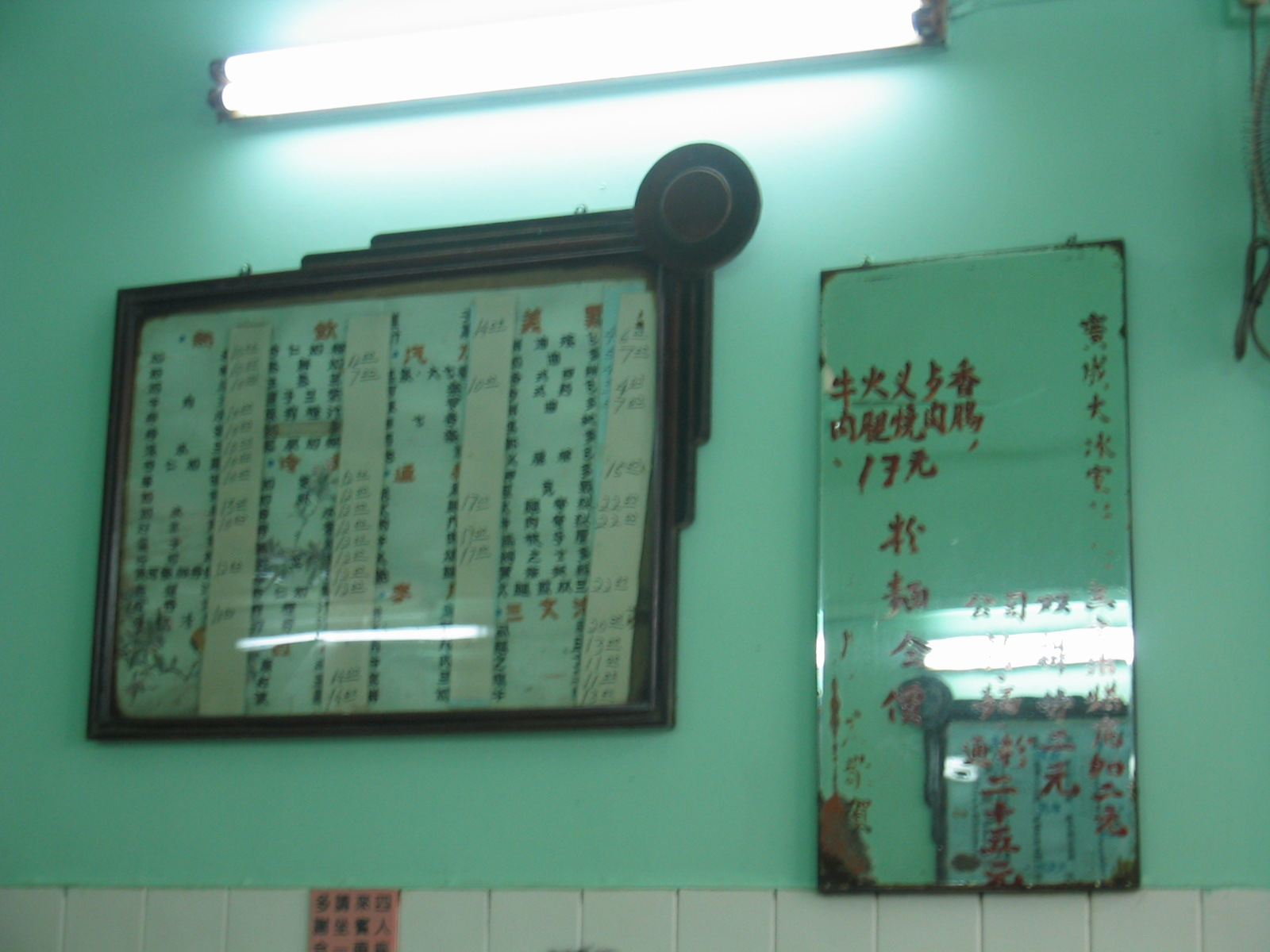
قائمتان، واحدة على السبورة وأخرى على الزجاج، في بينغ سوت في شونغ شوي، هونج كونج. لا يمكن رؤية أطباق الأرز في القائمة.

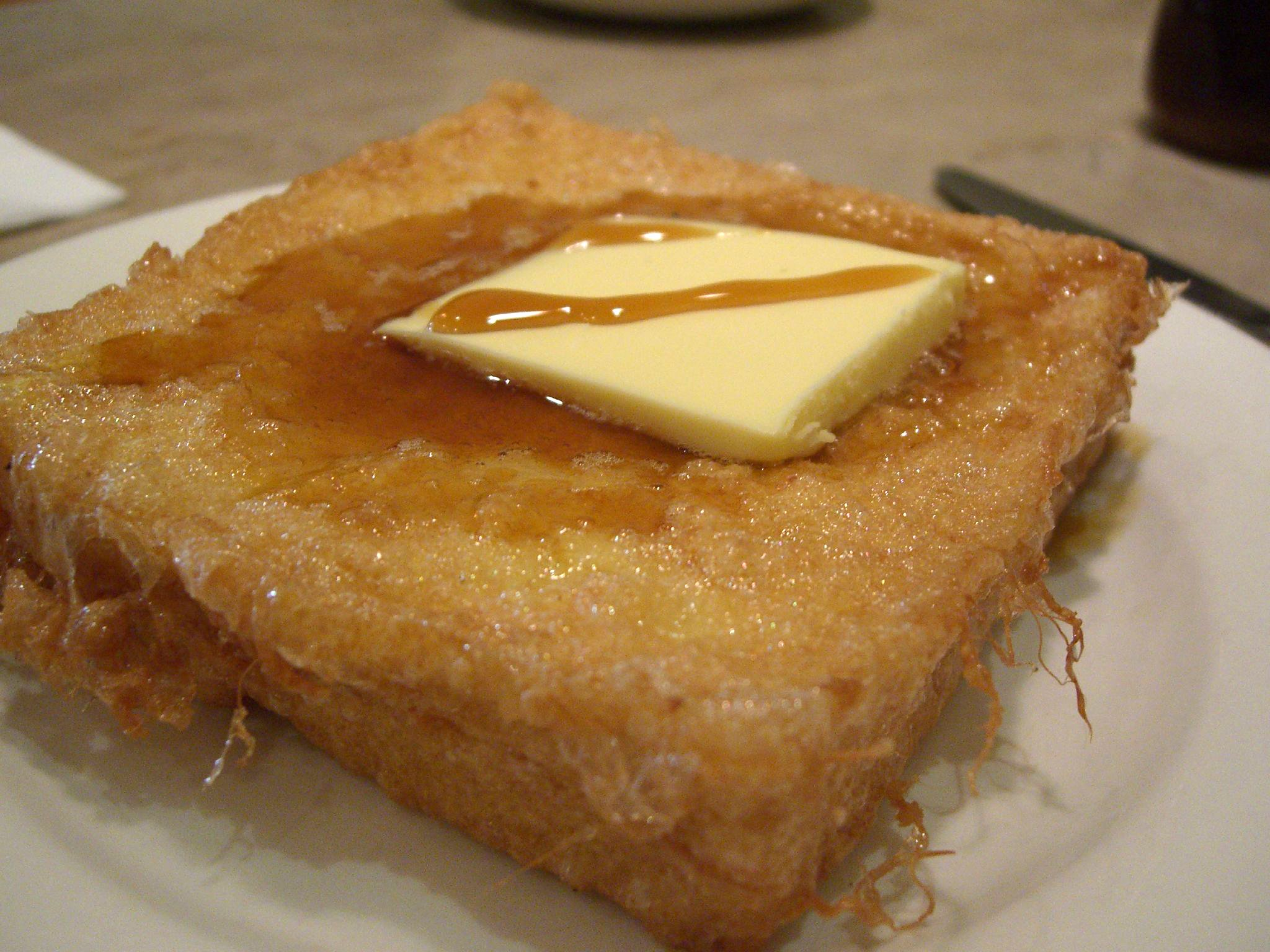
خبز محمص على الطريقة الصينية في هونغ كونغ

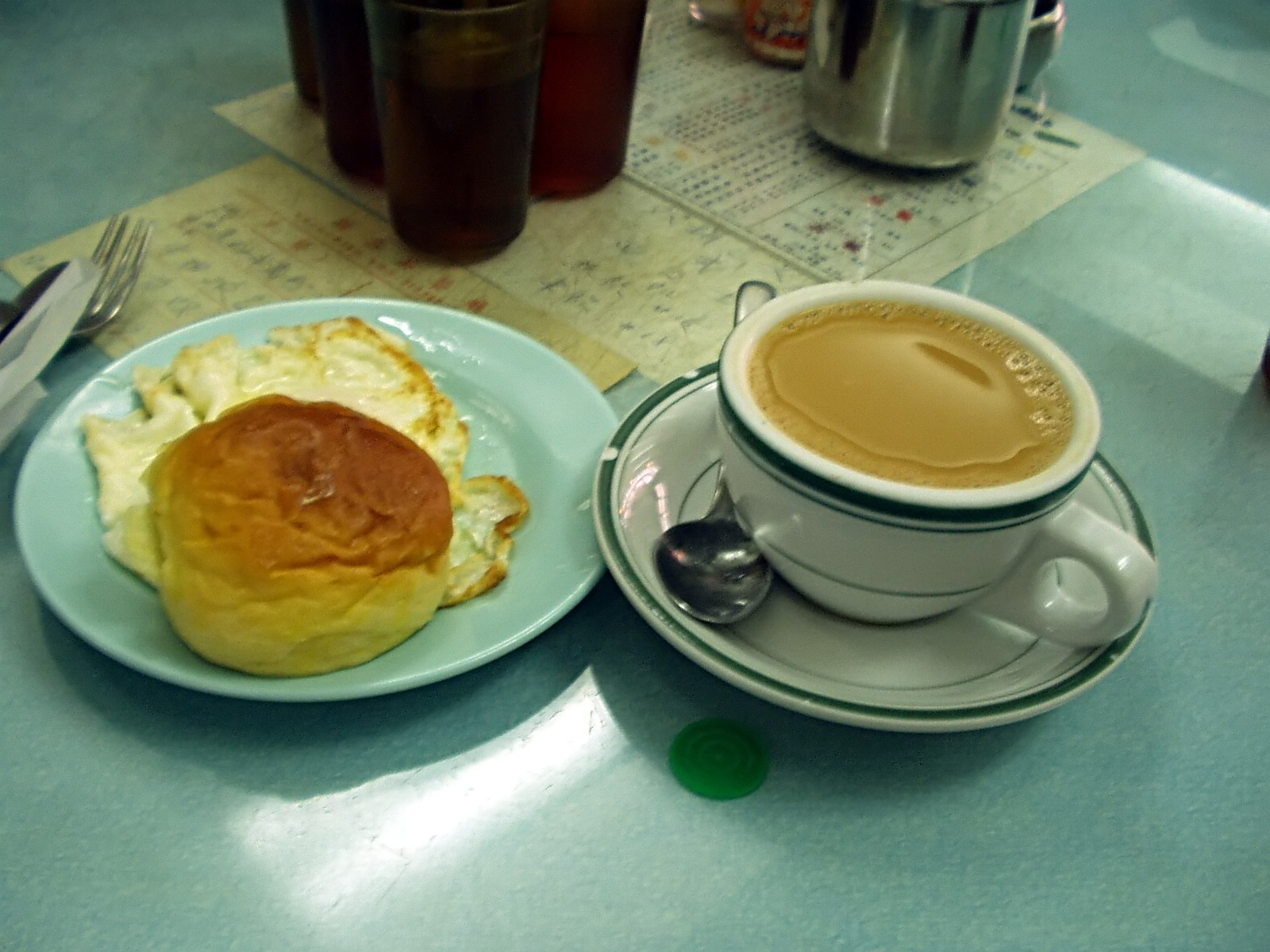
وجبة إفطار نموذجية تتكون من البيض والخبز، بما في ذلك كوب من شاي الحليب

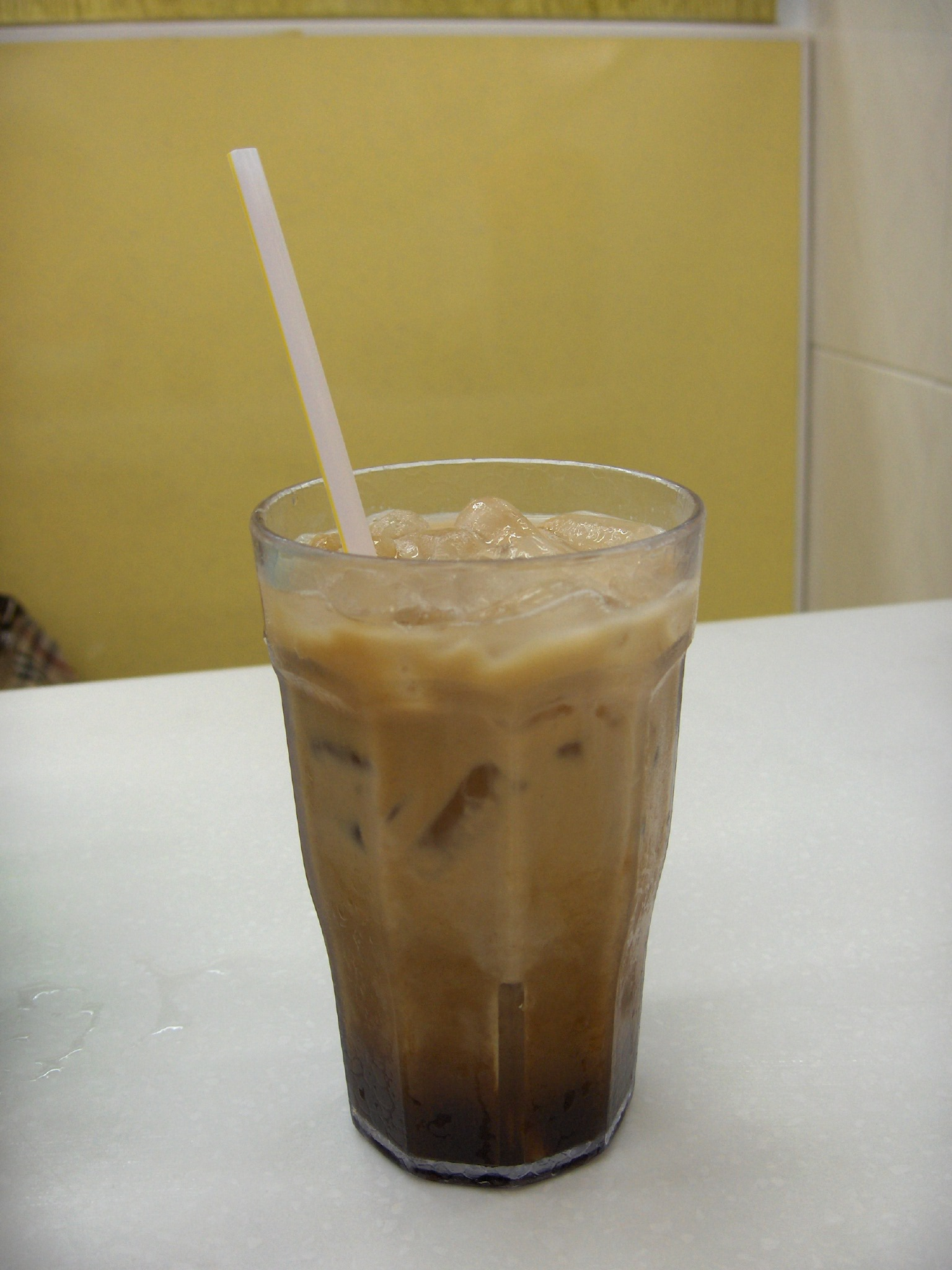
يوانيانغ، مزيج من القهوة وشاي الحليب على طريقة هونغ كونغ

يقدم مطعم تشا تشان تنغ مجموعة واسعة من الأطعمة، من شرائح اللحم إلى معكرونة وونتون إلى الكاري والسندويشات، على سبيل المثال الخبز المحمص الفرنسي على طريقة هونج كونج. كما تتوفر أطباق الوجبات السريعة وأطباق القائمة الانتقائية (À la carte). غالبًا ما يتكون تشا تشان تنغ الأكبر من ثلاثة أماكن للطهي: "بار المياه" (水吧) الذي يصنع المشروبات والخبز المحمص/السندويشات والمعكرونة سريعة التحضير؛ و"كشك المعكرونة" الذي يعد المعكرونة على طراز تشيو تشو (بما في ذلك معكرونة وونتون)؛ ومطبخ لإنتاج أطباق الأرز وأطباق أخرى أكثر تكلفة.

## الأطعمة والمشروبات
المشروبات

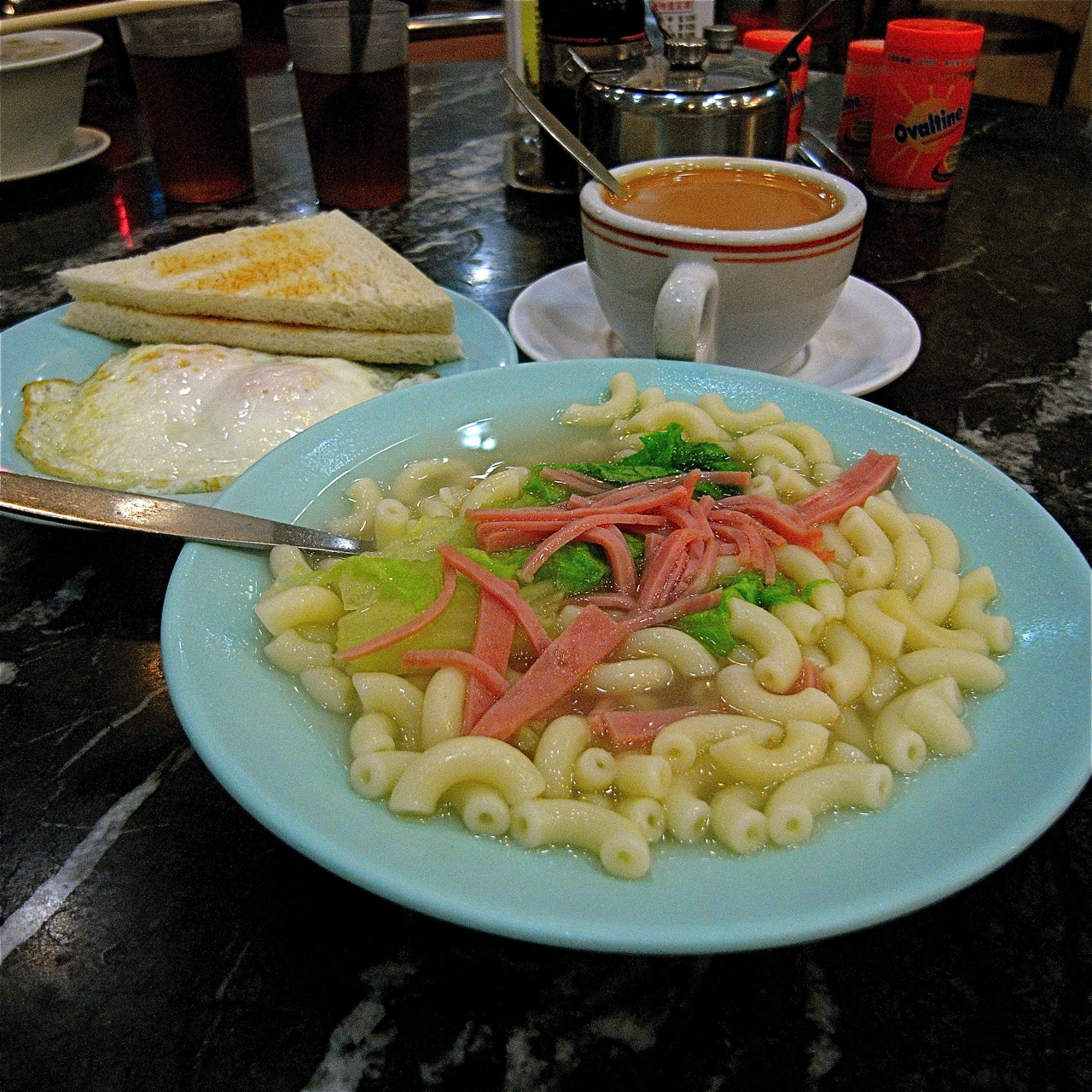
حساء المكرونة في هونج كونج

غالبًا ما يُنسب اختراع المشروبات مثل يوين يونغ (鴛鴦)، والشاي المثلج بالليمون (凍檸茶)، وكوكا كولا بالليمون (檸樂) ثقافيًا إلى تشا تشان تينغز.
- القهوة: يوجد نوعان منها، القهوة الفورية والقهوة على شكل مسحوق، وهي الأكثر شيوعا. يتم تقديمها في أغلب الأحيان مع الحليب المكثف، وخاصة في الخارج.
- القهوة السوداء: يطلق عليها أهل هونغ كونغ عادة اسم "جاي فيا" (حرفيًا "قهوة نباتية" / "قهوة فقط"، مع التركيز على قوامها البسيط) أو "في شا جاو ناي" (حرفيًا "تخلص من الرمل والحليب"، أي قهوة بدون سكر ("الرمل") والحليب).
- شاي الحليب على طريقة هونج كونج:[3] مشروب شائع للغاية في هونج كونج. يتميز برائحته ونعومته وتركيزه. يتم نقع الشاي في وعاء من الحديد لعدة ساعات حتى تظهر نكهته. إذا أراد العميل حليبًا مكثفًا بدلًا من الحليب العادي، فسيقول الناس غالبًا "كا زاو" (حرفيًا "شاي جاهز")
- حليب الصويا الحلو (豆漿): حليب الصويا المحلى بسكر القصب ويقدم ساخنًا أو باردًا.
- يوين يونغ: مزيج من القهوة والشاي، نشأ في هونغ كونغ.[3] وفقا للطب الصيني التقليدي، فإن القهوة والشاي "ساخن" و"بارد" بطبيعتهما على التوالي. ومن ثم فإن خلط الاثنين معًا يؤدي إلى الحصول على أفضل تركيبة للمشروب.
- يوين يونغ بالأبيض والأسود: مزيج من الأوفالتين والهورليكس، نشأ في هونغ كونغ.
- هورليكس (Horlicks)
- اوفالتين
- عصير الليمون: يقدم عادة بدون سكر أو شراب.
- ليمون مع ريبينا
- الليمون مع العسل: في كثير من الأحيان، لتقليل التكلفة، يتم استبدال العسل بـ "عسل الجرجير"
- الليمون المملح مع مشروب سفن أب (鹹檸七): مشروب سفن أب، بإضافة الليمون المخلل بالملح، والذي يقال إنه مفيد لعلاج التهاب الحلق[3]
- البقرة السوداء (黑牛): كوكاكولا مع آيس كريم الفانيليا.
- بياض الثلج (白雪公主): سبرايت أو سفن أب مع آيس كريم الفانيليا.
- صودا الكريمة مع الحليب (忌廉溝鮮奶): مشروب شائع في السبعينيات. يتمثل تأثيرها الثقافي في فيلم "صودا الكريمة مع الحليب" (1981 Cream Soda and Milk). [19]
- ماء مسلوق مع بيضة (滾水蛋): بيضة نيئة تضاف إلى الماء المسلوق.[3] كان هذا مشروبًا شائعًا في الستينيات لأن سكان هونج كونج لم يتمكنوا من تناول اللحوم وامتصاص البروتين بانتظام.[20] يتم شربه عادة مع السكر الأبيض.
- مثلجات الفاصوليا الحمراء: مشروب يحتوي على الفاصوليا الحمراء والحليب المبخر والثلج
- المشروبات الغازية: كوكاكولا، سفن أب، فانتا ومشروبات الصودا الكريمية هي بعض الاختيارات الشائعة.

قد يكلف إضافة الثلج إلى المشروب رسومًا إضافية. يطلب بعض الأشخاص كوبًا من الثلج فقط.
الوجبات الخفيفة
- الخبز المحمص: يشمل الخبز المحمص مع الحليب المكثف والزبدة/زبدة الفول السوداني، والخبز المحمص مع المربى والزبدة، والخبز المحمص مع الزبدة على شكل شرائح، والخبز المحمص الفرنسي على طريقة هونج كونج
- الساندويتش: عادةً ما تشتمل الساندويتشات الموجودة في تشا تشان تنغ على البيض ولحم الخنزير ولحم البقر المملح واللحم المعلب (أو أي نوع آخر من لحوم الغداء)، أو مزيج من أي منها كحشوة. ساندويتشات النادي شائعة جدًا أيضًا. الفرق بين الساندويتشات الموجودة في مطعم تشا تشان تينغ وغيرها من المطاعم هو أنه يتم استخدام الخبز الأبيض فقط. لدى العميل خيار حذف قشرة الخبز، وطلب تحميص الخبز قبل صنع الساندويتش الخاص به.[3]
- فطيرة البيض[3]
- كعكات على طراز هونج كونج: تشمل كعكات الأناناس (مع أو بدون شريحة زبدة بالداخل)،[3] وكعكات الكوكتيل وكعكات لحم البقر ساتيه وكعكات لحم الخنزير المشوي ( تشار سي باو ) وغيرها.
- لفائف الربيع

أطباق مقلية
- أطباق الأرز المقلي والمعكرونة المتنوعة
- سباغيتي بولونيز على طريقة هونغ كونغ[3]
- نودلز سريعة التحضير مقلية
- متعة تناول لحم البقر
- أرز شرائح لحم الخنزير المخبوزة

أطباق الحساء
- معكرونة سريعة التحضير أو معكرونة أودون في الحساء
- معكرونة في الحساء
- حساء المعكرونة مع كرات السمك والوونتون وكرات اللحم والمأكولات البحرية المصنعة الأخرى

أطباق متنوعة
- لحم الخنزير المشوي (شار سيو): غير موجود على الإطلاق في مطاعم تشا تشان تنغ
- عصيدة الذرة والياو جا غوي، طبق صيني

## وجبات محددة
الميزة الموجودة في مطاعم تشا تشان تنغ هي الوجبات المحددة. تتوفر مجموعات متنوعة طوال اليوم لتناولها وقت الإفطار والغداء والشاي بعد الظهر والعشاء. عادةً ما تشتمل وجبات الغداء والعشاء على حساء ومشروب. بشكل عام، هناك رسوم إضافية بقيمة 2-3 دولار هونج كونج للمشروبات الباردة. في بعض الأحيان، يتم فرض رسوم إضافية قدرها 5 دولار هونج كونج لتحميص الخبز.
تتضمن المجموعات الأخرى ما يلي:
- "المجموعة المغذية" (營養餐) - تأتي مع الحليب والمواد الغذائية الأخرى
- "مجموعة ثابتة" (常餐) - يتم تقديمها طوال اليوم، ومن هنا جاءت التسمية (عادة ما تتكون من الطبق الرئيسي وعجة وطعام قمح وخبز أبيض مع زبدة، ومشروب). يأتي طعام القمح مع خيارات مختلفة مثل مكعبات لحم الخنزير المتبلة، أو الخضار المملحة مع شرائح لحم الخنزير، أو لحم الغداء.
- "مجموعة سريعة" (快餐) - يتم تقديمها على الفور (عادةً يقدم الأرز مع النقانق/لحم الخنزير/البيض المقلي مع المرق)
- "مجموعة خاصة" (特餐) - توصية الشيف (أو الرئيس)

## الطاولات والمقاعد
بشكل عام، تكون الطاولات في مطاعم تشا تشان تنغ مربعة الشكل لأربعة أشخاص، أو دائرية لـستة إلى ثمانية أشخاص. توجد بكل طاولة قطعة زجاج تغطي الجزء العلوي ويتم وضع بعض القوائم بين الطاولة والزجاج. أثناء الغداء أو العشاء، يُطلب من العملاء أحيانًا "داب توي" (搭枱)، وهو ما يعني أن يشاركوا الطاولة مع عملاء آخرين جلسوا قبلهم. يساعد هذا على توفير المساحة وتوفير المقاعد للضيوف المنتظرين بشكل أسرع ومنح العملاء المستعجلين مقعدًا.

## الديكورات والأواني
يتم توفير جزء كبير من الأدوات البلاستيكية الموجودة على الطاولة من قبل شركات المشروبات كشكل من أشكال الإعلان. تشمل هذه الأواني البلاستيكية قوارير تحمل أعواد الأسنان وحوامل قائمة الطعام البلاستيكية، وما إلى ذلك. العلامات التجارية مثل أوفالتين وهورليكس وريبينا هم المزودون المعتادون. لتقليل التكاليف، نادرًا ما تحتوي أطباق تشا تشان تنغ على أدوات تحمل اسم علامتها التجارية الخاصة. ونتيجة لذلك، يمكن العثور على نفس الأدوات في العديد من مطاعم تشا تشان تنغ المختلفة، وحتى في سلاسل مختلفة. يمكن شراء هذه الأدوات من محلات السوبر ماركت والمتاجر الكبرى والمتاجر المتخصصة في لوازم المطاعم.
غالبًا ما تكون الجدران والأرضيات في غرف تشا تشان تنغ مبلطة لأنها أسهل في التنظيف (خاصة في طقس الصيف الرطب في هونج كونج). وفي المجتمعات الخارجية، تشتهر هذه المطاعم بعرض الصحف الصينية وتركيب أجهزة تلفزيون LCD على الحائط، وبث خدمات الأخبار من هونج كونج.

## الأنواع
تشمل أنواع أخرى من المطاعم المحلية المرتبطة بمطاعم شا تشان تنغ في هونغ كونغ تشاان سوت (餐室؛ حرفيًا "غرفة الطعام")، وبينج سوت (冰室؛ حرفيًا "غرفة الجليد")، وبينج تنغ (冰廳؛ حرفيًا "غرفة الطعام الجليدية")، والتي تقدم مجموعة أخف وأكثر محدودية من الطعام مقارنة مع مطاعم تشا تشان تنغ.
في الماضي، كانت هذه المطاعم تبيع فقط أنواعًا مختلفة من "الثلج" والسندويشات والمعكرونة، لكنها لم تكن تبيع أطباق الأرز. ومع ذلك، فإن بعض المطاعم التي تحمل هذه الألقاب اليوم تتجاهل هذا التقليد، وتقدم جميع أنواع أطباق الأرز وحتى المعكرونة وونتون. يمكن اعتبار تشاان سوت وبينج سوت وبينج تينجس الأصلية والتي يمكن اعتبارها النموذج الأولي لمطاعم تشا تشان تنغ، نادرة الآن في هونغ كونغ.
في يونيو 2009، تعاون متجر تصميم التجزئة غود (GOD) في هونج كونج مع ستاربكس وأنشأ متجرًا به "ركن بينغ سوت" في متجرهم في شارع دادل (Duddell Street). إنه مفهوم يدمج بين طراز مقهى هونج كونج القديم والمظهر المعاصر لمقهى القهوة.

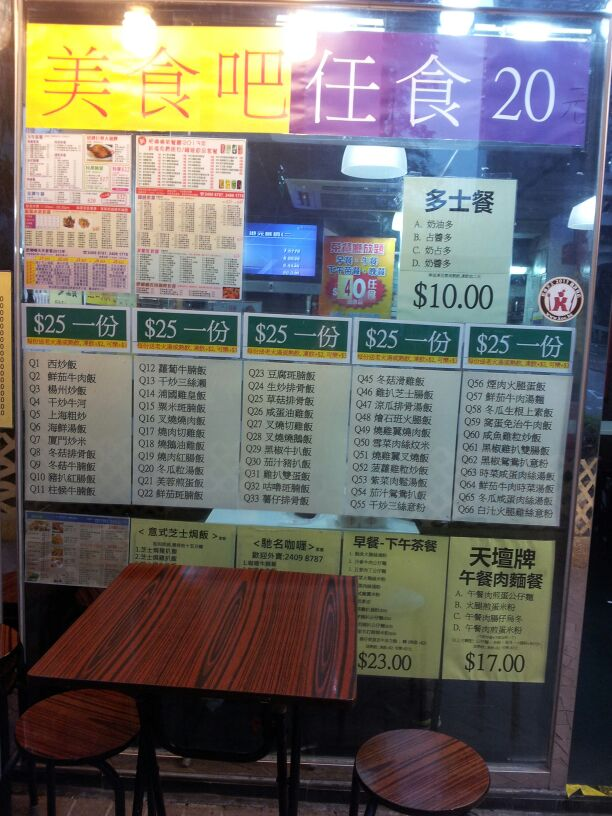
قائمة طعام معلقة خارج مطعم تشا تشان تنغ في تسوين وان، تعلن عن خدمة البوفيه

### بوفيه
لقد انتقلت بعض مطاعم تشا تشان تنغ إلى نمط البوفيه. كان مقهى "فاي دو دو تشا تشان تنغ" (Fei Du Du Cha Chaan Teng)، المملوك لستيفن تشنغ في تسوين وان، أول مقهى تشا تشان تنغ معروف ينتقل إلى نمط البوفيه في 1 مارس 2013. نشأت الفكرة عندما قرر ستيفن تشنغ تجربة طريقة جديدة لإدارة أعماله للتنافس مع معدل التضخم المرتفع. ومع النجاح الذي حققه هذا المشروع، تحولت العديد من المطاعم الأخرى أيضًا إلى تقديم وجبات على طراز البوفيه.
وبدا استقبال العملاء بالتزايد بينما انخفضت الأسعار. قال أحد العملاء من شام شوي بو إن الوجبة كانت أرخص بنسبة 70% تقريبًا من الطعام المقدم في المناطق الصناعية القريبة.

## في وسائل الإعلام والثقافة الشعبية
- كان تشابه بين الوجبات المختلفة موضع سخرية في فيلم My life as McDull، وهو فيلم من بطولة ماك دل.
- كجزء مهم من ثقافة هونج كونج، تظهر مطاعم تشا تشان تنغ في العديد من الأفلام والمسلسلات التلفزيونية في هونج كونج:
  - ظهرت في المسلسل الكوميدي الشهير Virtues of Harmony، وهو مسلسل تلفزيوني من إنتاج TVB يحكي عن قصة عائلة تدير مطعم تشا تشان تنغ، والذي عادة ما تتميز بفطيرة البيض و"شاي الحليب الحريري" الذي يطبخونه.
  - لعب ستيفن تشو دور نادل تشا تشان تنغ في الفيلم الكوميدي الفنى المحظوظ (行運一條龍) عام 1998، وصبي توصيل وجبات تشا تشان تنغ في "ملك الكوميديا" (喜劇之王) في عام 1999.[24]
- تضع بعض شركات المشروبات مصطلح تشا تشان تنغ على منتجاتها، مثل "شاي الحليب تشا تشان تنغ " و"شاي الليمون تشا تشان تنغ".
- تم تصوير الفيديو الموسيقي لأغنية بعنوان "الفاشل" للمغني MC Cheung في مطعم بينغ تينغ حقيقي في Yau Ma Tei في عام 2021. وكان يلعب دور أحد أفراد الطاقم فيه.
- لعب كيونج تو دورا في فيلم Mama's Affair في هونج كونج عام 2022.

## معرض الصور

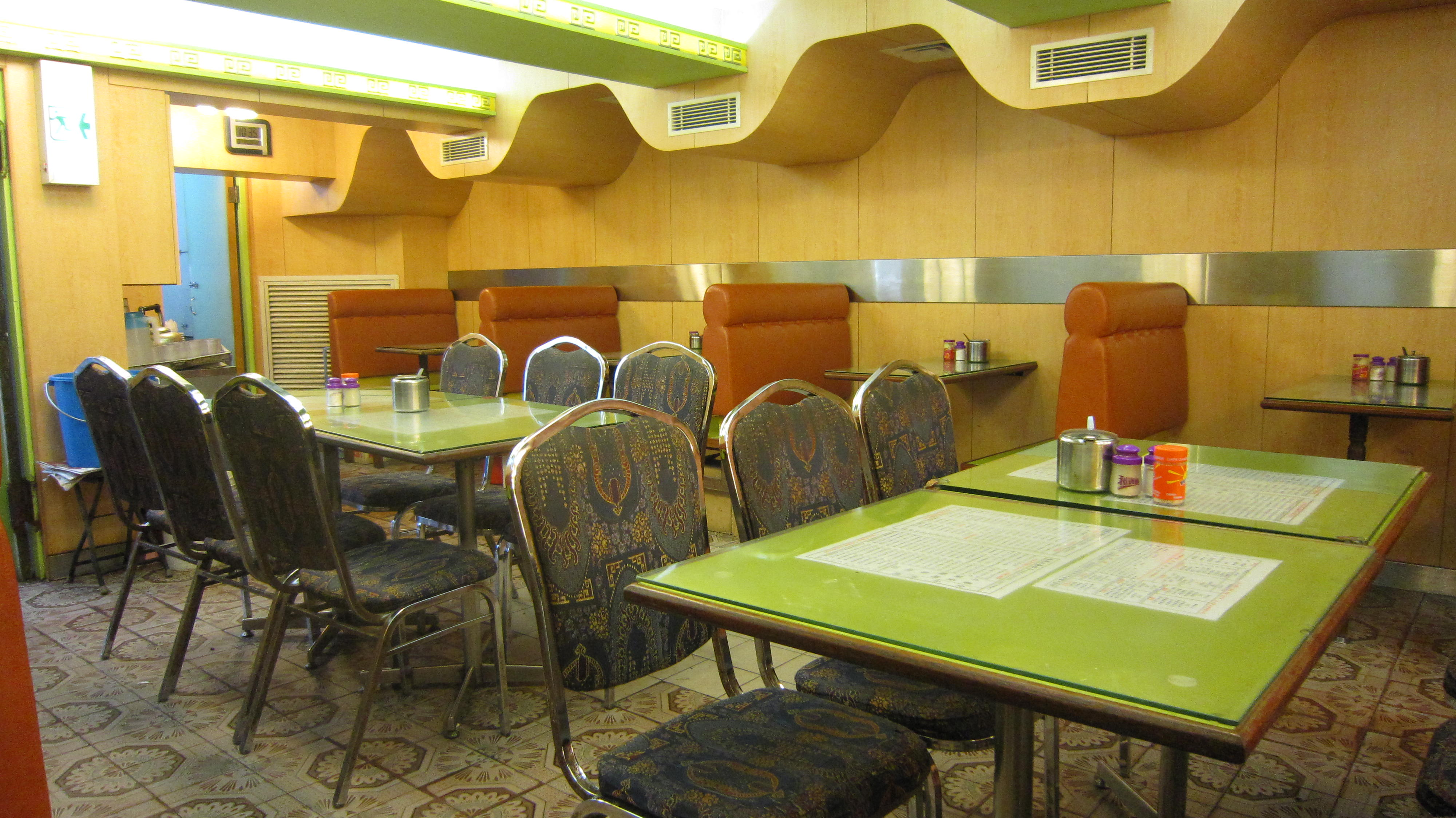
مطعم تشا تشان تنغ
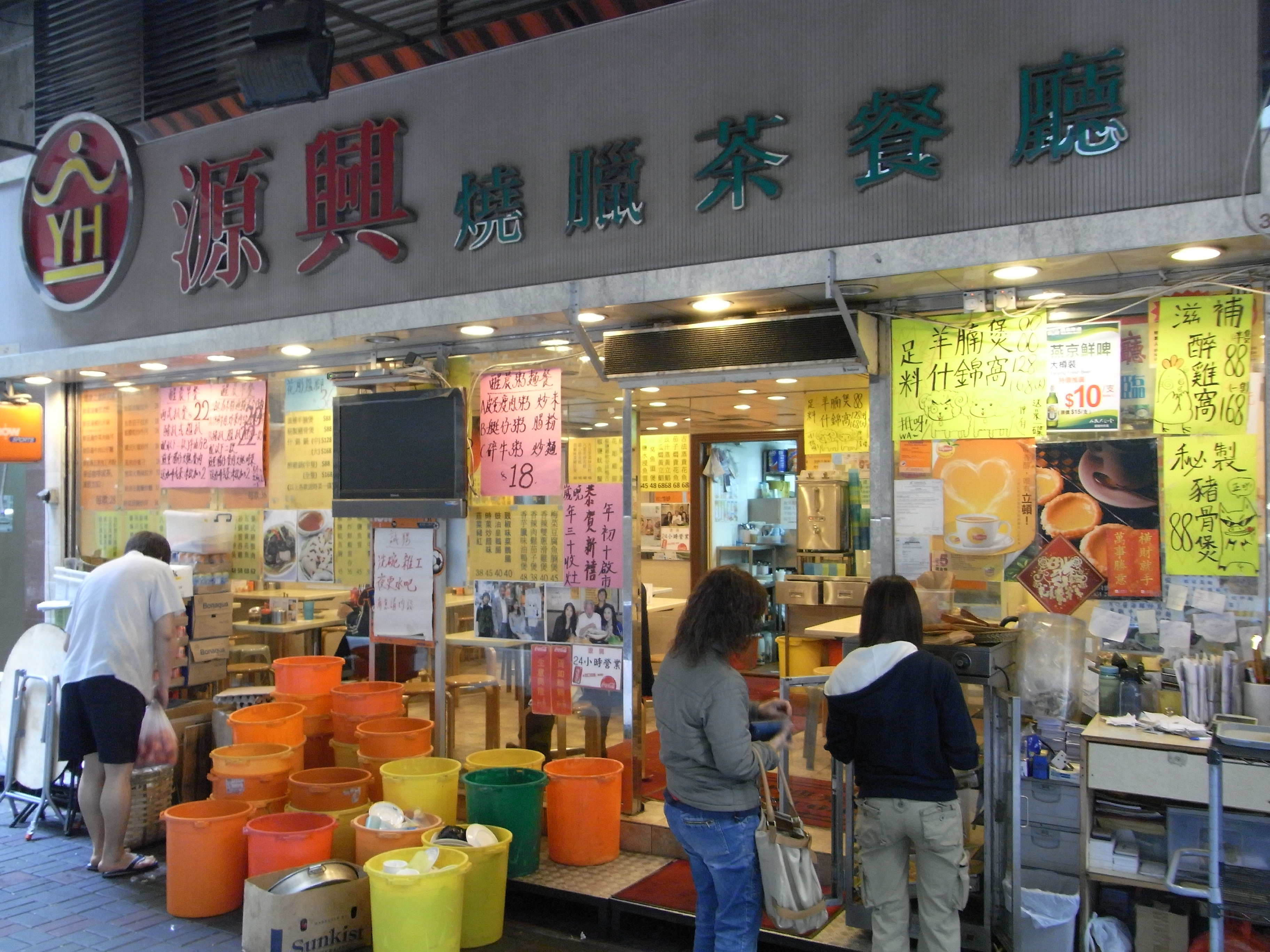
بازار 機利文新街 (شارع جيلمونت الجديد)، مطعم يوان هينج.
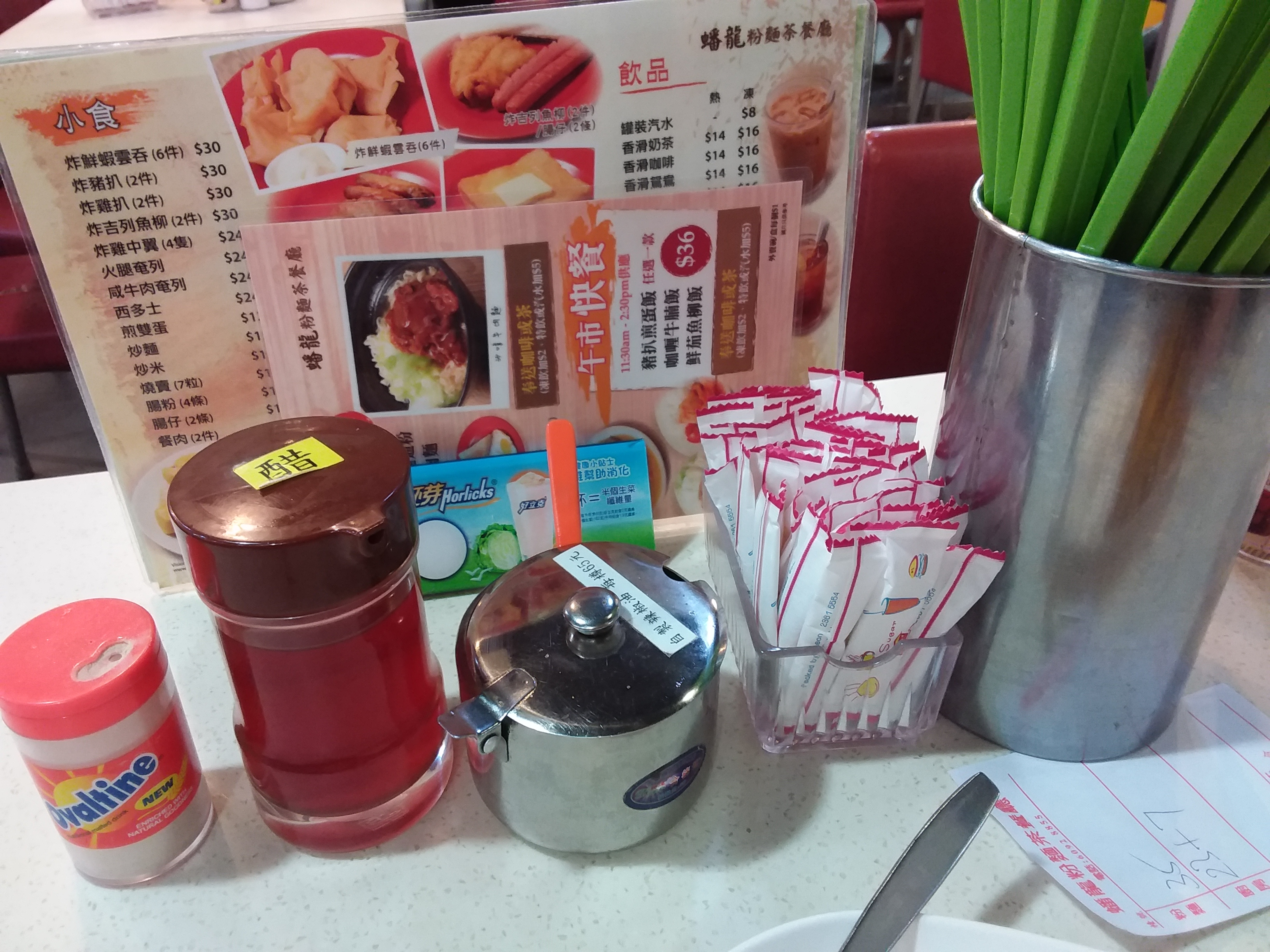
الأواني المقدمة في مطعم سوينغ وان في هونغ كونغ
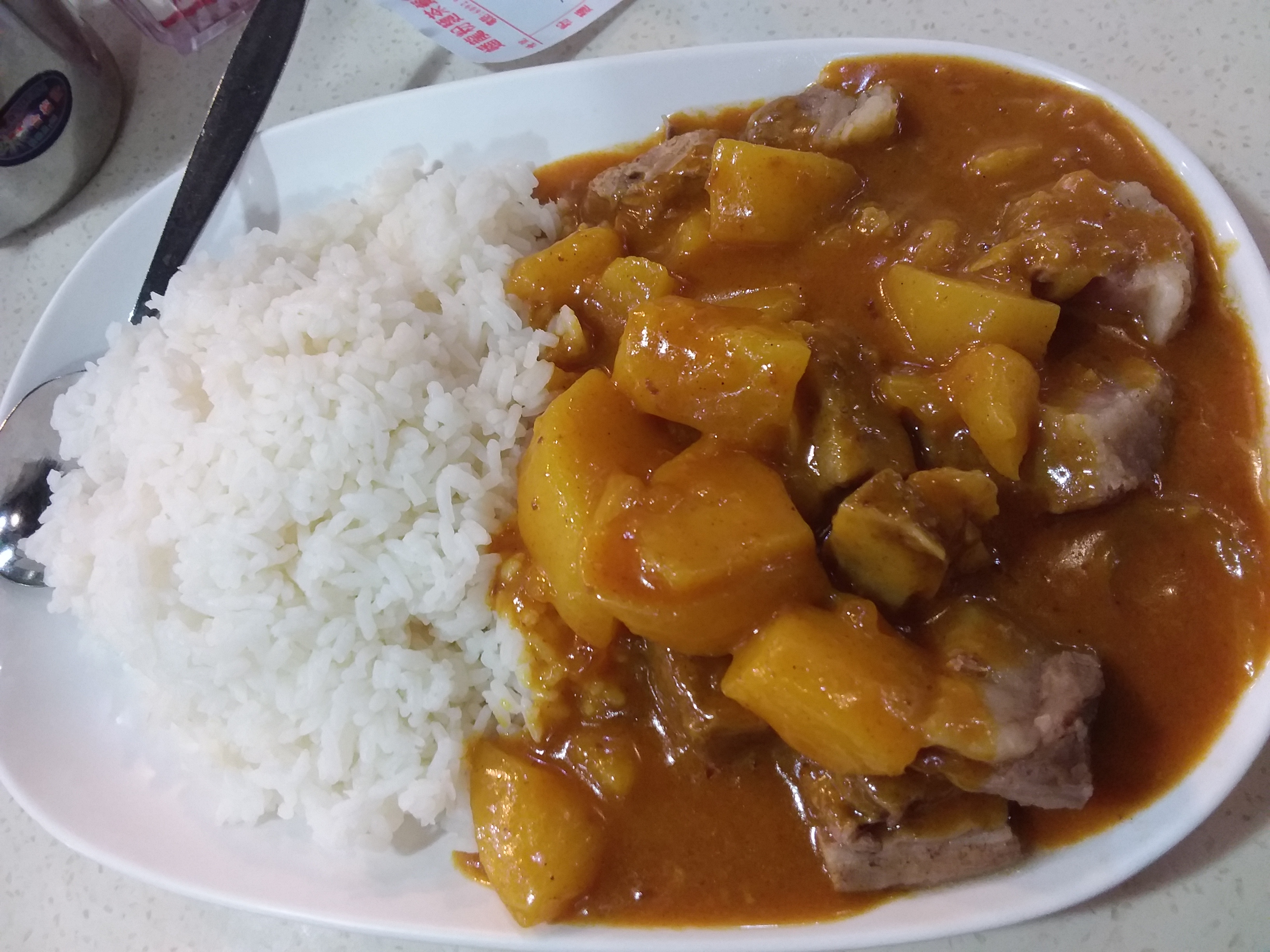
أرز بالكاري مع بطن البقر والبطاطس. مطعم سوينغ وان هونغ كونغ.
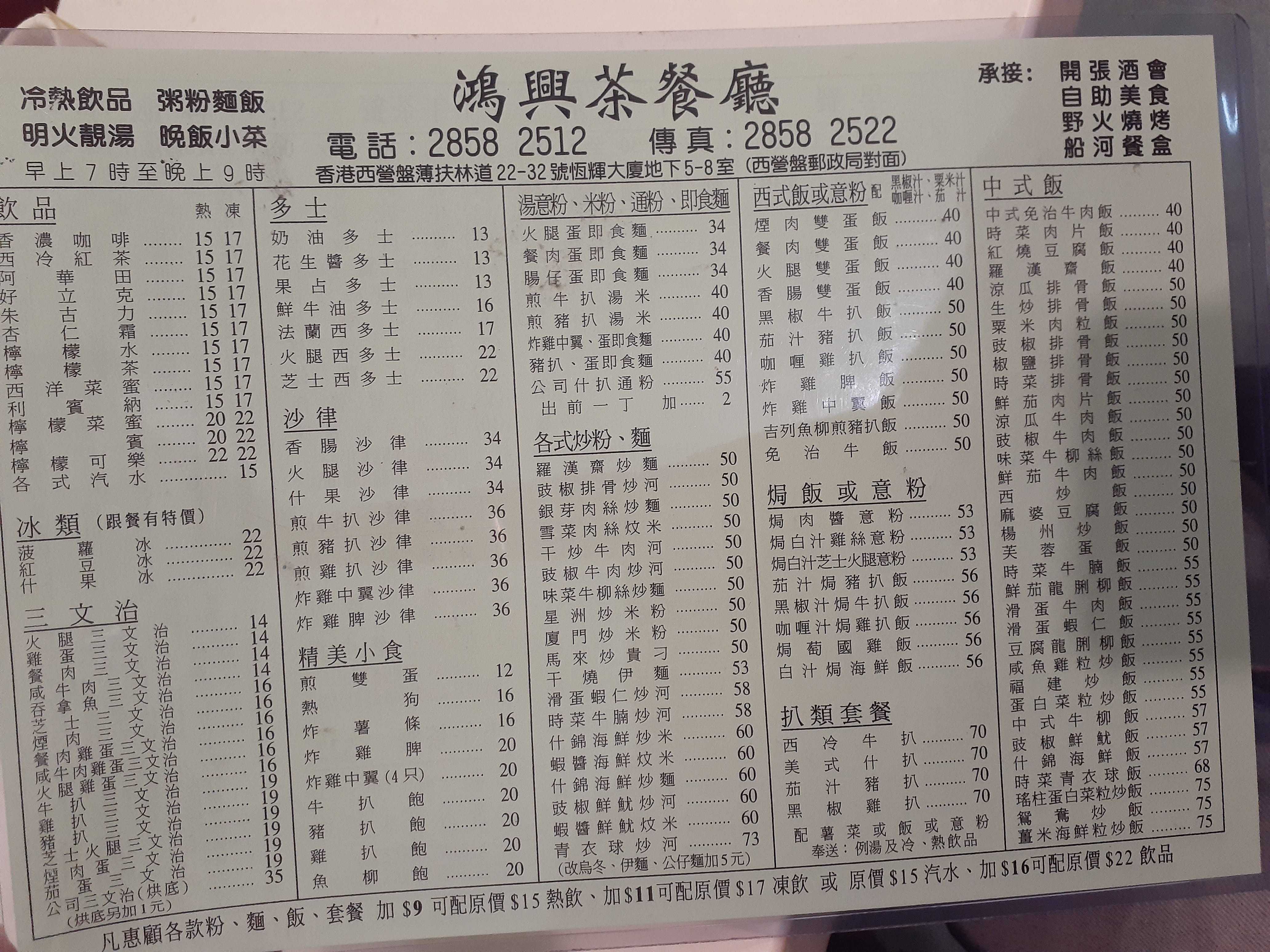
قائمة الطعام في مطعم ساي يينغ بون في هونغ كونغ
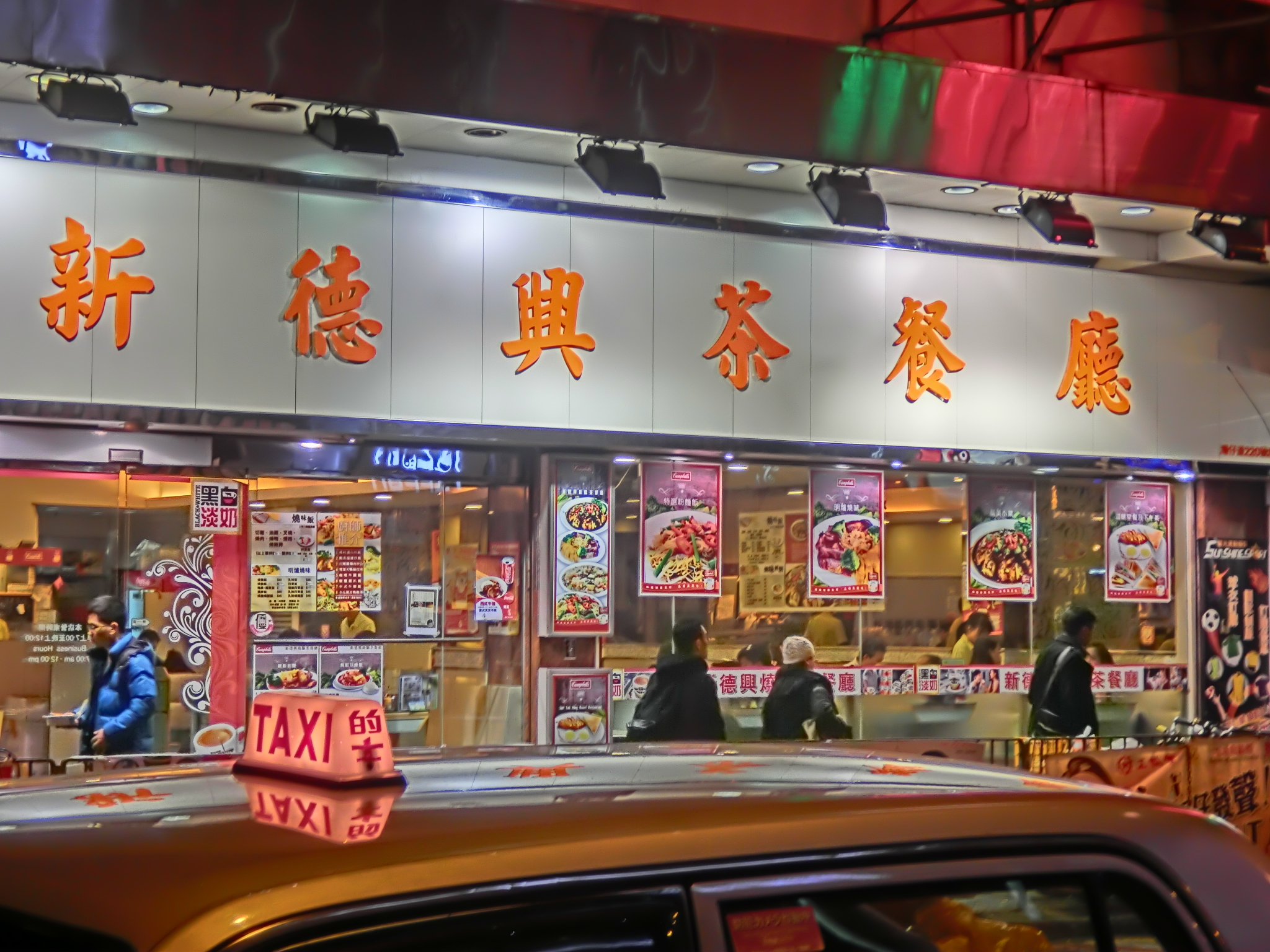
مطعم سن تاك هينغ هونغ كونغ، طريق وان تشاي

## روابط خارجية
- معرض شامل لأطباق تشا تشان تنغ الموجودة في هونج كونج
- قائمة موصى بها من مطاعم تشا تشان تنغ في هونغ كونغ